# Ngũ hổ tướng (Tam Quốc diễn nghĩa)

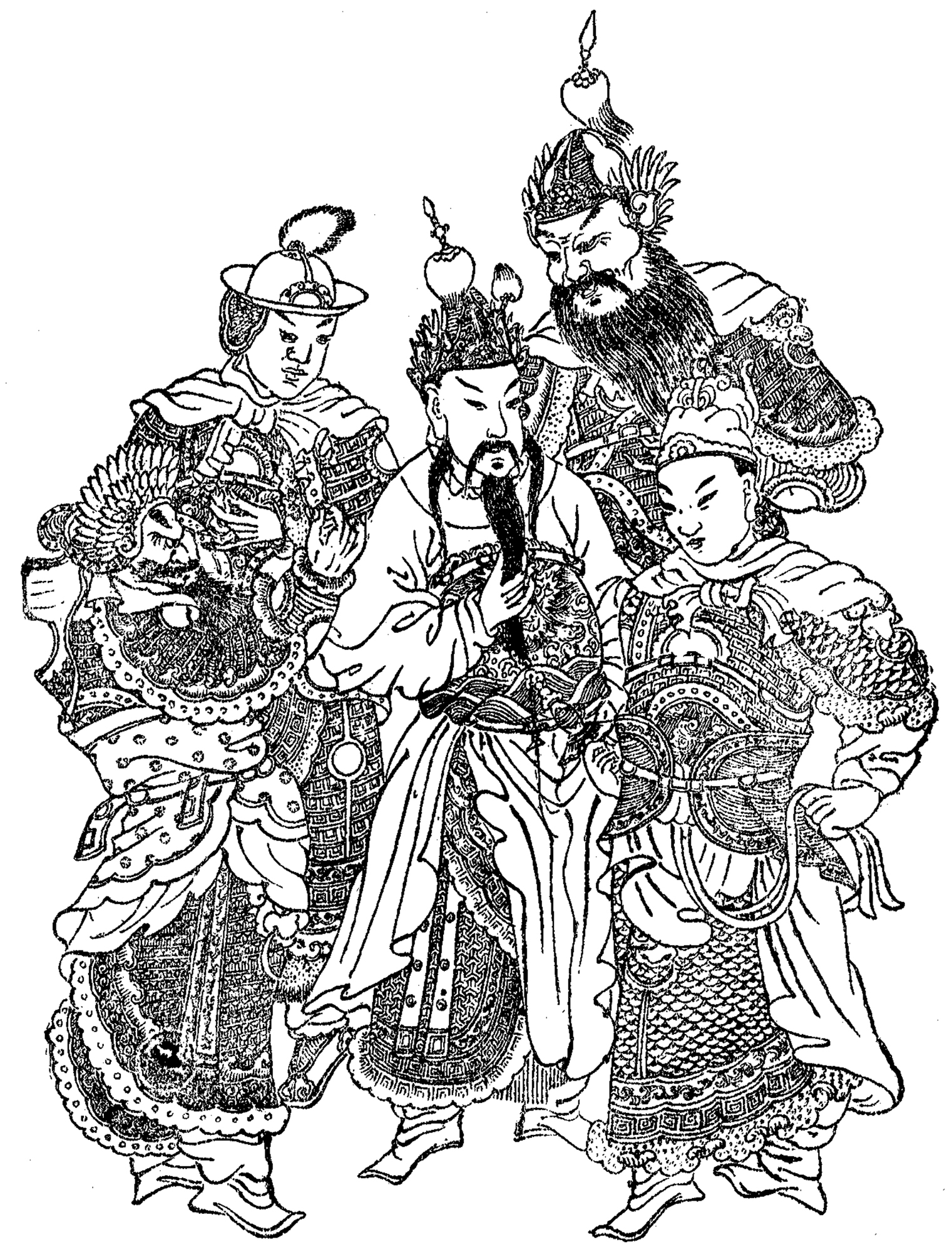
Tranh vẽ Ngũ hổ tướng nhà Thục Hán

Ngũ hổ tướng (五虎將) là chức danh hư cấu để gọi 5 vị tướng của Thục Hán là Quan Vũ, Trương Phi, Triệu Vân, Mã Siêu và Hoàng Trung  trong tiểu thuyết Tam quốc diễn nghĩa. Trong sử sách không có bất kỳ ghi chép nào về việc Lưu Bị phong "ngũ hổ tướng". Theo chính sử, Quan Vũ, Mã Siêu, Trương Phi, Hoàng Trung được Lưu Bị phong chức ngang hàng nhau (lần lượt là Tiền, Tả, Hữu, Hậu tướng quân), còn Triệu Vân chỉ là Dực tướng quân, chức nhỏ hơn 4 người kia.